# 725 Аманда
725 Аманда (енгл. 725 Amanda) је астероид главног астероидног појаса. Приближан пречник астероида је 21,51 ,
а средња удаљеност астероида од Сунца износи 2,572 астрономских јединица (АЈ).
Инклинација (нагиб) орбите у односу на раван еклиптике је 3,787 степени, а орбитални период износи 1507,128 дана (4,126 године). Ексцентрицитет орбите астероида износи 0,220.
Апсолутна магнитуда астероида износи 11,81 а геометријски албедо 0,072.
Астероид је откривен 21. октобра 1911. године.